# Малі Пам'яли
Малі Пам'я́ли (рос. Малые Памъялы, марій. Изи Памъял) — присілок у складі Кілемарського району Марій Ел, Росія. Входить до складу Кум'їнського сільського поселення.

## Населення
Населення — 11 осіб (2010; 16 у 2002).
Національний склад (станом на 2002 рік):
- марі — 94 %